# Agapetus numidicus
Agapetus numidicus är en nattsländeart som beskrevs av Vaillant 1954. Agapetus numidicus ingår i släktet Agapetus och familjen stenhusnattsländor. Inga underarter finns listade i Catalogue of Life.